# Циклокоптер

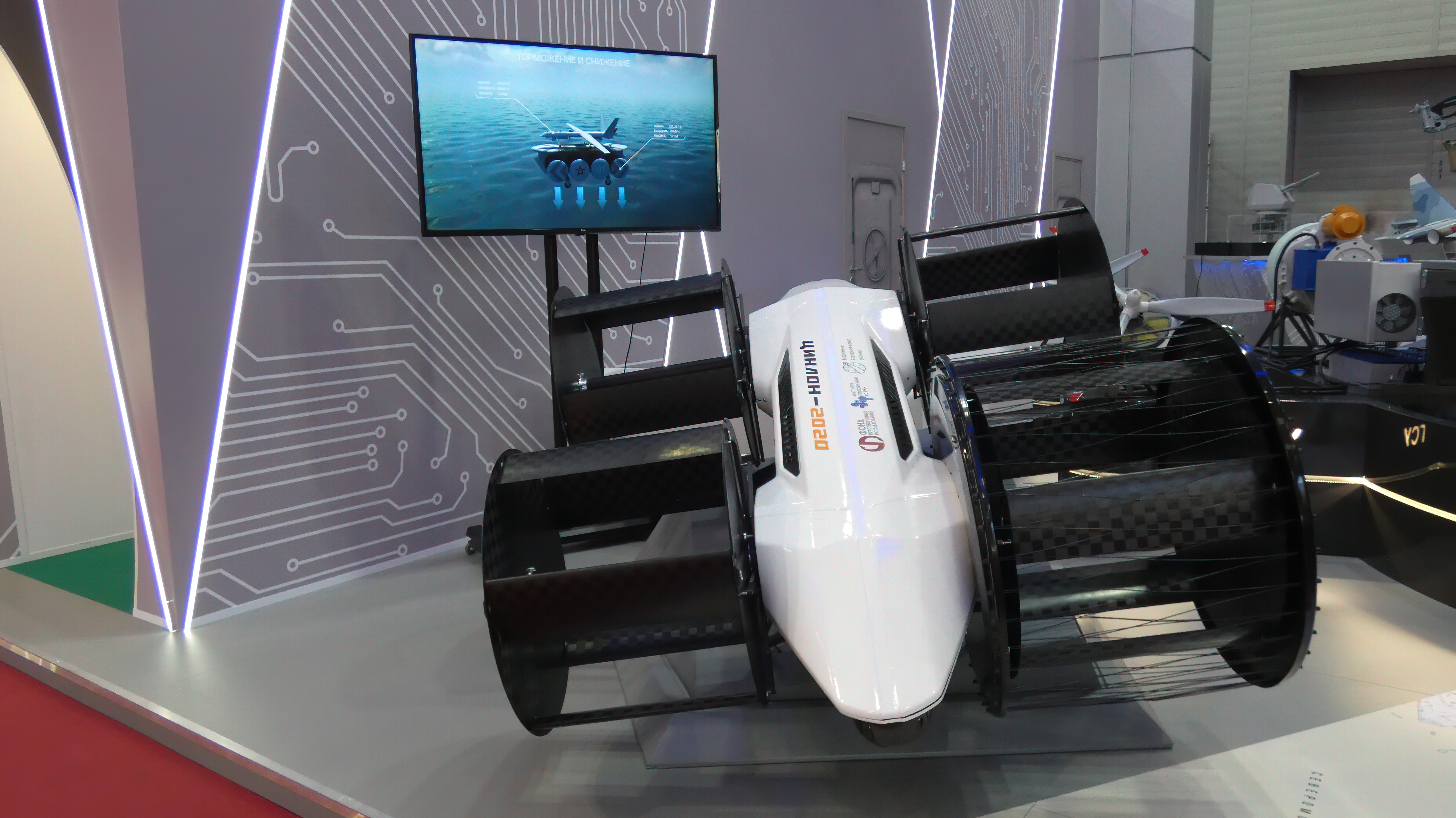
«Циклон-2020»

Схематичне уявлення циклоптерa.

Циклокоптер, цикложир або циклоліт — це літальний апарат, в якому для створення тяги й підіймальної сили використовуються обертові ротори. Така схема має ті ж плюси, що й вертоліт: можливість вертикального підйому, зависання в повітрі, але й схожі мінуси. Разом з тим, при однакових габаритах і злітній масі для циклольота необхідна істотно менша потужність електродвигунів, що дозволяє збільшити, наприклад, тривалість польоту. Серед переваг літальних апаратів з циклічними двигунами, у порівнянні з іншою технікою вертикального підйому і посадки слід вказати : зліт і посадку з непідготовлених похилих поверхонь (кут нахилу поверхні до 30), високу маневреність, закриті периферійним захистом безпечні рушії і більш низький рівень шуму. Ці якості особливо важливі при польотах в умовах щільної міської забудови.

## Принцип дії

Анімація руху циклоїдного пропелера з механічним управлінням кутом атаки.

Циклокоптер не варто плутати з невдалими[джерело?] проектами літальних апаратів з циліндричними крилами, які спробували використати ефект Магнуса.
Циклоїдний пропелер, який є головним елементом циклокоптера, нагадує гребне колесо, зі зміним профілем лопатей. Крок профілів (кут атаки) встановлюється або колективно за допомогою контрольного кільця з штангами до всіх лопатей, яке розташоване ексцентрично відносно осі ротора обертання, або ж лопаті постійно індивідуально регулюються системою управління. У польоті утворюється підйомна сила і тяга, що спрямована вперед. До того ж схема дозволяє змінювати тягу у будь-якому напрямку в площині, перпендикулярній осі ротора. Диференціювання тяги між роторами (з кожного боку фюзеляжу) може бути використане для повороту літального апарата навколо своєї вертикальної осі, хоча звичайне літакове оперення, як правило, також використовується.

## Історія
Схема циклокоптера відома з початку XX століття, однак першій політ апарату, побудованого за цією схемою, відбувся тільки на початку XXI століття.

### XXI століття
Сеульський державний університет (Південна Корея), Національний університет Сінгапура, група Bosch Aerospace та ще кілька організацій успішно випробували власну модель циклокоптера у 2007 р..
Відомий також нестандартний варіант циклокоптера, що має 4 ротора, розташованих у вигляді хреста.